# 竹下哲
竹下 哲（たけした さとる、1923年 - ）は、浄土真宗系の随筆家。
長崎市生まれ。1944年広島高等師範学校卒。長崎県教育長、県立長崎図書館長、県教育センター所長、長崎県立諫早高等学校長、長崎県立長崎西高等学校長、長崎県社会教育委員長。2001年仏教伝道文化賞受賞。

## 著書
- 『人のいのち』真宗大谷派宗務所出版部 1960
- 『心のうた 教育へのわが思い』長崎県教育研究協議会 1980
- 『いのちのうた 教育と宗教への思い』長崎出版文化協会 1982
- 『四季のうた 私の人生ノート』長崎出版文化協会 1984
- 『暮らしのうた 私の人生ノート』地湧社 1986
- 『いのちに目ざめる』真宗大谷派宗務所出版部 東本願寺伝道ブックス 1987
- 『合掌の旅 インドの仏跡を巡礼して』改訂版 長崎出版文化協会 1987
- 『心のうた 教育へのわが思い』長崎出版文化協会 1987
- 『ほんとうの人間になるということ』光雲社 1989
- 『歎異抄を光として』葦書房 1991
- 『天上界から真実の世界へ』真宗大谷派名古屋別院教務部 東別院伝道叢書 1992
- 『生きがいを見つけるための法話』法蔵館 1993
- 『ほんとうの人間になるということ』光雲社 1995
- 『いのちに出会う旅』佼成出版社 1996
- 『お浄土が開けている』法藏館 花すみれ双書 1998

### 編著・共著
- 『死の宣告をうけて 竹下昭寿・遺書』編著 大谷出版社、1959　光雲社 1988
- 『かあさんがすき なごやか家族』山谷えり子,鈴木健二共著 生命尊重センター 1999